# La vecina
La vecina é uma telenovela mexicana produzida por Lucero Suárez para Televisa e exibida pelo Canal de las Estrellas entre 25 de maio de 2015 e 24 de janeiro de 2016, substituindo La sombra del pasado e sendo substituída por Un camino hacia el destino. 
É um remake mesclado das novela Solamente vos e La costeña y el cachaco, produzidas em 2013 e 2003, respectivamente.
É protagonizada por Juan Diego Covarrubias, Esmeralda Pimentel e Alfredo Gatica, com atuações estelares de Silvia Mariscal, Cynthia Aparicio, Eugenio Cobo, Bárbara López e Ferdinando Valencia e antagonizada por Natalia Guerrero, Luis Gatica, Javier Jattin, Gaby Mellado, Gabriela Zamora e Benjamin Islas

## Sinopse
Sara (Esmeralda Pimentel) termina um longo namoro com Cheo (Javier Jattin) e é despedida do hotel em que trabalhava. Ante tal situação, decide ir embora por alguns dias para San Gaspar com seu tio Simon (Pierre Ángelo), engenheiro em aeronáutica, dedicado à agricultura; e con Bruno (Mauricio Abularach) que se apaixona por Laura (Fernanda Vizzuet), a esposa de Pedro (Luis Gatica), o líder local dos saqueadores de gasolina.
Na CONATROL, empresa dedicada à distribuição de gasolina; o diretor geral, o engenheiro Uribe (Carlos Bracho), decide enviar ao engenheiro Antonio Andrade (Juan Diego Covarrubias) à planta de San Gaspar, devido ao roubo excessivo de gasolina na zona. Antonio aceita ir de imediato, adiando seu casamento com Isabel (Natalia Guerrero), filha do milionário Guillermo Cisneros (Benny Ibarra).
Em San Gaspar, o Padre Vicente (Alejandro Ibarra), tio de Sara, é o líder do time de futebol local “Los Alados”; cujo rival é Fidel (Arturo Carmona), o comandante de San Gaspar, líder do time “Los Artilleros”, ambos brigam para se apoderar de “La Jaibolera”, o troféu máximo do torneio local.
Ricardo (Alfredo Gatica) aproveitará a ausência de Antonio no Distrito Federal, para tomar seu lugar a custo do que for, inclusive conquistar Isabel, a noiva de Antonio e também se aliando em segredo com Pedro (Luis Gatica), passando informação confidencial da CONATROL.
O destino une Sara e Antonio, primeiro como vizinhos e depois quando ela vai à CONATROL para pedir trabalho. Sara e Antonio se unem durante um fim de semana em uma viagem inesperada, surgindo uma grande atração entre ambos, apesar de suas muito diferentes personalidades.

## Elenco
- Esmeralda Pimentel - Sara Granados Esparza
- Juan Diego Covarrubias[3] - Antonio Andrade
- Natalia Guerrero[4] - Isabel Cisneros
- Alejandro Ibarra - Padre Vicente
- Javier Jattin[5] - Eliseo González "Cheo"
- Luis Gatica - Pedro Arango
- Violeta Isfel[6] - Lorena
- Carlos Bracho - Engenheiro Uribe
- Arturo Carmona  - Fidel Chávez
- Sugey Abrego[7] - Edwina
- Pierre Angelo - Simón Esparza
- Mauricio Abularach - Bruno Verde
- Polo Monárrez - Nelson
- Edsa Ramírez - Natalia
- José Montini - José "Pepe"
- José Manuel Lechuga - Sebastián Morales
- Adalberto Parra - Eduardo
- Ariane Pellicer - Ema
- Bibelot Mansur - Magda
- Maribe Lancioni - Ligia
- Benjamín Rivero - Rafael Padilla
- José Luis Badalt - Ramón
- Marialicia Delgado - Marina
- Roberto Romano - Elías
- Solkin Ruiz - Javi
- Kevin Holt - David
- Alexandro - Juan de Dios "Juancho" Granados Esparza
- Mercedes Vaughan - Mercedes Esparza Vda. de Granados
- Luis Manuel Ávila - Engenheiro Gutierrez
- Itza Sodi - Enrique "Kike"
- Luis Ceballos - Eddy
- Fernanda Vizzuet - Laura de Arango
- Gonzalo Peña - Yago
- Alfredo Gatica - Ricardo Segura
- Benny Ibarra[8]
- Alex Otero - Vladimir Chávez
- Gerson Martínez - Quintin
- Gonzalo Peña - Yago
- Lenny Zundel - Engenheiro Ignacio "Nacho" López
- Rolando Brito - Carmelo
- Eduardo Shacklett - Anselmo
- Ricardo Fernández - Roque
- Mercedes Vaughan - Mercedes Esparza Vda. de Granados

## Exibição
Foi exibida pelo canal pago TLN Network, de 20 de fevereiro a 20 de outubro de 2023, substituindo Ambição e sendo substituída por Lágrimas de Amor.

## Audiência
Estreou com uma média de 16,8 pontos. A novela foi exibida inicialmente às 18h15 e a partir de 1° de janeiro passou a ser exibida às 18h30.

## PremioTvyNovelas 2016
| Categoria                 | Indicados              | Resultados |
| ------------------------- | ---------------------- | ---------- |
| Melhor Telenovela         | Lucero Suárez          | Indicado   |
| Melhor Atriz Protagonista | Esmeralda Pimentel     | Indicado   |
| Melhor Ator Protagonista  | Juan Diego Covarrubias | Indicado   |